# Silvadectes absitus
Silvadectes absitus è un tetrapode estinto, appartenente ai diadectomorfi. Visse nel Permiano inferiore (circa 290 milioni di anni fa) e i suoi resti fossili sono stati ritrovati in Europa (Germania). 

## Descrizione
Questo animale è noto per alcuni scheletri articolati e quasi completi, ritrovati nella formazione Tambach nella Selva di Turingia (Germania centrale). Silvadectes doveva essere lungo circa 1,8 metri e possedeva un corpo relativamente robusto. Il cranio e la mandibola erano più snelli e meno robusti di quelli delle forme simili (come Diadectes), e non erano presenti gli ampi denti nella zona delle guance simili a molari. Erano però presenti i denti anteriori a forma di vanga, che sporgevano dalle mascelle; anche i denti posteriori avevano una forma simile. 
Una caratteristica distintiva di Silvadectes era la presenza di una proiezione dorsale ingrossata sull'ilio; questa caratteristica conferiva all'ilio un aspetto particolare, ed era più alto che lungo. Come tutti i diadectidi, anche Silvadectes era un quadrupede che si spostava grazie a massicce zampe poste al di sotto del corpo.

## Classificazione
I fossili di questo animale vennero descritti per la prima volta nel 1998 e attribuiti a una nuova specie di Diadectes, D. absitus (la prima di questo genere ritrovata in Europa). Successive analisi filogenetiche (Kissel et al, 2005) portarono alla conclusione che questa specie fosse più basale rispetto alle altre specie di Diadectes; in queste analisi, il più stretto parente del Diadectes nordamericano risultava essere un altro genere degli Stati Uniti, Diasparactus. Fu quindi necessario istituire un nuovo genere per la forma europea, Silvadectes (Kissel, 2010). 

## Paleobiologia
Nella formazione Tambach molti scheletri articolati ben conservati di vari tetrapodi sono stati ritrovati in associazione con impronte. Nel 2007, le impronte dell'icnospecie Ichniotherium cottae sono state attribuite a Silvadectes absitus. Un'altra icnospecie simile della stessa formazione, I. sphaerodactylum, è stata invece attribuita a un altro diadectide del luogo, Orobates. Questa è stata la prima identificazione a livello di specie riguardo agli autori di impronte fossili nell'era Paleozoica, e ciò ha reso questi icnofossili le più antiche piste identificabili con certezza. Lo spazio tra le varie orme indica che Silvadectes e gli altri diadectidi camminavano con i piedi direttamente al di sotto del loro corpo, in un modo simile a quello dei mammiferi. Questo modo di locomozione contrasta con le precedenti ricostruzioni dei diadectidi, mostrati come animali dal procedere simile a quello delle lucertole. 